# Chemistry
Chemistry är ett musikalbum med den brittiska gruppen Girls Aloud, utgivet 5 december 2005. Samma dag släpptes en begränsad utgåva av albumet med en bonusskiva, "Christmas Bonus Disc", som innehåller såväl nya som gamla julsånger.

## Låtförteckning
1. "Intro" - 0:42
2. "Models" - 3:27
3. "Biology" - 3:36
4. "Wild Horses" - 3:24
5. "See The Day" - 4:05
6. "Watch Me Go" - 4:06
7. "Waiting" - 4:14
8. "Whole Lotta History" - 3:49
9. "Long Hot Summer" - 3:54
10. "Swinging London Town" - 4:04
11. "It's Magic" - 3:54
12. "No Regrets" - 3:23 (bonusspår)
13. "Racy Lacey" - 3:06 (bonusspår)

## Christmas Bonus Disc
1. "I Wish It Could Be Christmas Everyday" (Roy Wood) - 4:03
2. "I Wanna Kiss You So (Christmas In A Nutshell)" (Holly Bush, S. Claws, Henry Mistletoe, Beth Lehem, Festiv Gifts) - 3:37
3. "Jingle Bell Rock" (J. C Beal and J.R Boothe) - 1:59
4. "Not Tonight Santa" (Holly Bush, S. Claws, Henry Mistletoe, Beth Lehem, Festiv Gifts) - 2:44
5. "White Christmas" (Irving Berlin) - 2:59
6. "Count The Days" (Holly Bush, S. Claws, Henry Mistletoe, Beth Lehem, Yuell Logg) - 3:57
7. "Christmas Round At Ours" (Holly Bush, S. Claws, Henry Mistletoe, Beth Lehem, Yuell Logg) - 3:04
8. "Merry Xmas Everybody" (Holder & Lea) - 3:42